# Ratlam
Ratlam este un oraș în India.